# Ophiocreas caudatus
Ophiocreas caudatus är en ormstjärneart som beskrevs av George Richard Lyman 1879. Ophiocreas caudatus ingår i släktet Ophiocreas och familjen Asteroschematidae.

## Underarter
Arten delas in i följande underarter:
- O. c. obscurus
- O. c. granulosus